# キラ☆アン
キラ☆アン（きらあん）は、日本の女優、歌手、グラビアアイドル、プロレスラー。別名、光星 杏梨（みつほし あんり）。奈良県出身。
元雑誌専属モデル、劇団ひまわり大阪出身、のちにバンドHöLDERLINSを2015年に結成し、ボーカル、作詞、リーダーとして活動している。
様々な格闘技を習得し、2007年プロレスデビューするも、事務所側との方向性相違から退社、事務所もプロレスから撤退した。現在はフリープロレスラーとして活躍する。

## 作品

### DVD
- キラ☆アン Hカップの格闘家（2010年10月22日）
- キラ☆アン Hカップの格闘家パート2～こんな試合が見たかった～（2011年1月28日）
- キラ☆アン 102のH（2014年4月25日）、豊満グラマラス（2015年2月20日）
- ZENピクチャーズ「アキバリオンV」しずか役
- ZENピクチャーズ「ジャスティーウィンド対悪のアメコミ軍団」キャットウーマン役
- 東京艶女

### 写真集
- 本当にデカップ「102cmの超バスト☆爆乳格闘女子♪」（2013年4月30日、デジタル・クライス）

## 出演

### 映画
- 「図書館戦争」
- 「風俗行ったら人生変わったwww」
- 「アスペルガーレイブ」監督 遠藤一平
- 「媚空 -ビクウ-」
- 「TOKYO TRIBE」
- 「新宿スワンII」
- 「タイムマシンガール」[1]

### 舞台
- コルバタ「向かう先は青コーナー」（2015年4月2日 - 5日、東京・戸野廣浩司記念劇場） [2]
- コルバタ「和牛ステーキ1ポンド」　（2016年8月25日‐28日　東京・シアターブラッツ）
- 「銀座の恋人たち～君を忘れない～」速水けんたろう主演